# La Giettaz-en-Aravis
Ne doit pas être confondu avec La Giettaz.
La Giettaz-en-Aravis (prononcé « La Giète ») est une station de sports d'hiver des Aravis, située sur le territoire communal de La Giettaz, dans le département de la Savoie en région Auvergne-Rhône-Alpes. Le domaine skiable est relié au grand domaine des Portes du Mont-Blanc avec la possibilité de rejoindre celui d'Évasion Mont-Blanc.

## Géographie
La station de La Giettaz est située dans le massif des Aravis.
La Giettaz est reliée à La Clusaz (Haute-Savoie) par le col des Aravis qui traverse la chaîne du même nom.

## Toponymie
La Giettaz est une forme féminisée du nom Get, qui devient en Chablais, Geta puis Gieta vers le XVe siècle. Le mot « Gets » désignerait en francoprovençal un couloir par lequel on descend les bois coupés. Le terme aurait évolué en Giettaz. En patois local, le nom s'écrit La Jhilla, d'après Félix Fenouillet, auteur d'une Monographie du patois Savoyard (1903). La station a pris l'ancien surnom de la paroisse « La Giettaz en Aravis », puisqu'elle est située dans le massif des Aravis.

## Station
La promotion de la commune et de la station est réalisée par l'Office de Tourisme Intercommunal du Val d'Arly (dont la promotion sur Internent se fait sous la marque « Val d'Arly Mont Blanc »), créé en 2011, une structure de la communauté de communes du Val d'Arly. L'organisme touristique gère ainsi les trois autres stations de  Flumet - Saint-Nicolas-la-Chapelle, Crest-Voland Cohennoz et Notre-Dame-de-Bellecombe.
La station a obtenu plusieurs labels « Station village » ; « Grand domaine » et « Nouvelles glisses ».
En 2017, la commune est labellisée « Station verte » (depuis 2014).

### Hébergement et restauration
En 2014, la capacité d'accueil de la station, estimée par l'organisme Savoie-Mont-Blanc, est de 2 862 lits touristiques répartis dans 522 établissements. Les hébergements se répartissent comme suit : 201 meublés ; 2 hôtels ; une structure d'hôtellerie de plein air ; un centre ou Village de vacances ; une refuge ou gîte d'étape et deux chambres d'hôtes.

## Domaine skiable et gestion

### Domaine
Le domaine de La Giettaz est relié avec le domaine de Jaillet de Megève, de Combloux et de Cordon pour former le domaine skiable des “Portes du Mont-Blanc” (100 km de pistes). On peut éventuellement rejoindre le grand domaine Évasion Mont-Blanc, rassemblant six stations haut-savoyardes.